# Siskiwitia
Siskiwitia är ett släkte av fjärilar. Siskiwitia ingår i familjen fransmalar.
Kladogram enligt Catalogue of Life:
| Siskiwitia | \| \| Siskiwitia alticolans \| \| \| \| \| \| Siskiwitia falcata \| \| \| \| \| \| Siskiwitia latebra \| \| \| \| |
|            | \| \| Siskiwitia alticolans \| \| \| \| \| \| Siskiwitia falcata \| \| \| \| \| \| Siskiwitia latebra \| \| \| \| |
|            | Siskiwitia alticolans                                                                                             |
|            | |
|            | Siskiwitia falcata                                                                                                |
|            | |
|            | Siskiwitia latebra                                                                                                |
|            | |